# 명탐정 코난: 14번째 표적
《명탐정 코난: 14번째 표적》(일본어: 名探偵コナン 14番目の標的, 영어: Detective Conan: The Fourteenth Target)는 1998년 4월 18일에 개봉된 명탐정 코난의 2번째 극장판이다. 흥행수입은 약 18억 5000만 엔, 배급수입은 약 10억 4000만 엔이다. 투니버스에서 성우 이정구등이 더빙한 한국어판을 방영하였다.

## 줄거리
호수에서 엄마 키사키 에리를 찾아낸 모리 란은 무심코 달려오지만, 엄마인 에리는 란에게 멈추라고 한다. 갑자기 총성이 들리고, 엄마인 에리는 땅바닥에 넘어진다. 그런 꿈을 꾼 란은 바로 엄마에게 안부 전화를 한다. 엄마 에리는 웃으면서 넘기지만, 란이 전화에서 "꿈으로 본 엄마는 지금보다 조금 젊었다"라고 말하니, 에리는 표정이 흐려진다. 코난은 소년 탐정단과 함께 항공 박물관으로 가서 아가사 히로시를 기다린다. 그 동안에 아유미가 코난과의 사랑을 점친다. 결과는 "A의 예감"이었다. 이 의미는 낡은 은어로 키스를 의미하지만 그 의미는 코난만 알고 있다. 다른 소년 탐정단 아이들은 다른 방향으로 지레 짐작을 한다. 이 와중에 박물관에서 비행기의 사진을 찍던 유명한 사진가를 만난다. 이 때, 모리 탐정은 잠시 탐정 사무소를 비우게 된다. 그 후, 형무소에서 가석방한 지 얼마 안 된 사람이 전화를 모리 탐정 사무소에 걸었지만 아무도 받지 않았다. 무엇인가 의미 깊은 분위기를 감돌고 있었다. 일주일 후에, 공원에서 조깅을 하던 메구레 경부가 누군가에게 저격당한다. 그 다음에는 키사키 에리가 독이 든 초콜릿을 남편 모리 탐정이 보낸 선물인 줄 알고 먹다가 쓰러진다. 다행히 병원에서 위세척을 받아 목숨을 건졌지만 분위기가 점점 심상치 않으며 그 다음으로는 아가사 히로시가 어떤 사람에게 석궁으로 저격당한다. 코난은 이 사건을 토대로 코고로 아저씨나 자신을 둘러싼 인물을 노린다고 생각한다. 그리고 범인은 가석방한 지 얼마 안 된 그 사람이라고 경찰은 밝혀낸다. 이 범행의 목적은 아마 자신을 체포한 모리 코고로에게 복수한다고 생각할 수 있지만, 정말로 그럴까? 과연 그 사람의 단독 범행인가? 시간이 지나자 마침내 사망자까지 발생하는데….

## 등장인물

### 주요 등장인물
- 에도가와 코난 (코난) : 타카야마 미나미 / 김선혜 / 엘리슨 빅토린 살해 목표 번호는 1이다.(쿠도 신이치)
- 모리 란 (유미란, 레이첼 무어) : 야마자키 와카나 / 이현진 / 콜린 클리킨비어드
- 모리 코고로 (유명한, 리처드 무어) : 카미야 아키라  / 이정구 / R 브루스 엘리엇 살해 목표 번호는 5이다.
- 키사키 에리 (노애리, 에바 카단) : 다카시마 가라 / 한채언/ 줄리 메리필드 살해 목표 번호는 12이다.
- 아가사 히로시 (브라운 박사, 히로시 아가사) : 오가타 겐이치 / 황원 / 빌리 플린 살해 목표 번호는 11이다.
- 메구레 쥬죠 (골롬보 반장, 조지프 맥과이어) : 챠후린 / 조동희 / 마크 스토다드 살해 목표 번호는 13이다.
- 시라토리 닌자부로 (백동훈 형사, 닌자부로 산토스) : 시오자와 가네토 / 서윤선 / 에릭 베일 살해 목표 번호는 3이다.
- 스즈키 소노코 (정보라, 서리나 세버스천) : 마츠이 나오코 / 이용신 / 로라 베일리
- 코지마 겐타 (고뭉치, 조지 코지마) : 타카기 와타루 / 한인숙/ 마이크 맥파랜드
- 요시다 아유미 (한아름, 에이미 요시다) : 이와이 유키코 / 여민정 / 모니카 라이얼
- 츠부라야 미츠히코 (박세모, 미치 츠브라야) : 오타니 이쿠에 / 정선혜 / 신디아 크랜즈

### 극장판 인물들
- 무라카미 조(한국명: 심창균) (영어 더빙판: J.T모로노) : ? / 이호산

전직 카지노 딜러. 별명은 조커 왼손잡이다.나이는 35세이다. 10년 전, 살인혐의로 경찰에 체포됐으며, 최근 베이커 교도소에서 출소하였다. 10년 전, 모리 코고로(유명한)에 의해서 체포되어 취조실에서 취조를 받던 중 화장실에 가고 싶다 하여 담당 경관 1명을 붙여 화장실에 보냈다. 그 때,코고로(유명한)의 아내 키사키 에리(노애리)변호사와 그의 딸 모리 란(유미란)이 코고로(유명한)를 방문했다. 화장실에서 담당 경관의 총을 빼앗고, 무라카미(심창균)는 에리(노애리)를 인질로 잡아 도주하려 하였으나, 코고로(유명한)가 쏜 총에 에리(노애리)의 다리를 맞고, 무라카미(심창균)는 어깨에 총상을 입고 체포됐다. 이 사건 이후, 경찰 내부에서 인질에게 쏜 것이 문제가 되어 코고로(유명한)는 형사직을 그만두었다. 출소후, 탐정 사무소를 방문했으나, 부재중이었고, 과거의 원한으로 인하여 일련의 사건의 범인으로 의심받게 된다.
- 니시나 미노루(한국명: 이성진) (영어 더빙판: 메이슨 노포크) : ? / 김기흥

음식작가.나이는 37세이다. 예전에 범죄 르포에 관한 글을 쓰기도 하여, 무라카미 조(심창균)의 사건을 취재하기도 하였다. 외모는 점잖아 보이나, 맛에 대한 감각이 있으며, 물을 무서워한다. 그렇기 때문에 범인이 아쿠아 크리스탈을 폭파시켜 그를 죽이기로 하였다. 그가 책에서 언급한 맛집을 가본 오사나이 나나(한국명: 박칠선)에 의하면 그 가계의 음식은 전혀 맛이 없었고 그래서 미노루(한국명: 이성진)의 미각이 의심되었다고 한다. 그 후 그녀가 선물로 가져온 와인으로 맛으로 와인의 종류를 알아맞추는 게임을 하는데 싸구려 와인을 아주 귀한 고급 와인이라고 대답하여 웃음거리가 된다. 살해 목표 번호는 2이다.
- 피터 포드(Peter Ford) : ? / 시영준

뉴스 캐스터로 무라카미(한국명: 심창균)와 면식이 없다. 나이는 40세이다. 살해 목표 번호는 4이다
- 시시도 에이메이(한국명: 육호민) (영어 더빙판: 에밀리오 캔토어) : ? / 정명준

사진작가.나이는 45세이다. 전에 살인범의 초상이라는 사진집을 발간하였는데, 거기에 무리카미 조(심창균)의 사진이 들어있었다. 살해번호는 6이다.
- 오사나이 나나(한국명: 박칠선) (영어 더빙판: 니나 올리버) : ? / 김현심

모델.나이는 21세이다. 고압적인 성격이 있으며, 무라카미 조(한국명: 심창균)와는 아무 안면도 없다. 3개월 전 운전중 휴대전화로 통화하다, 미처 보지 못한 오토바이 한 대를 박아 교통사고를 내었다. 살해번호는 7이다.
- 사와키 고헤이(한국명: 여덕준) (영어 더빙판: 케빈 심즈) : ? / 송준석

소믈리에.나이는 36세이다. 프랑스 요리점에서 일하고 있으며, 코고로(유명한)와 에리(노애리)와는 옛날부터 아는 사이였다. 조용하고 온화한 성격이나 와인에 대한 열정만큼은 남들에게 뒤지지 않는다. 언젠가는 자신의 가계를 여는 것이 꿈이다. 취미는 와인 수집으로 야마나시에서 과수원을 경영하는 그의 본가에는 수백 가지의 와인이 저장되어 있다. 살해 목표 번호는 8이다.
- 아사히 가쓰요시(한국명: 구봉석) (영어 더빙판: 크리스 애쉬톤)

사업가.나이는 61세이다. 새로 지은 '아쿠아 크리스탈'의 주인으로, 코고로(유명한)에개 애왼동물을 찾아달라는 의뢰를 한 적이 있다. 아쿠아 크리스탈에 있는 와인창고에 수백개의 와인이 있지만, 정작 제대로 관리하지 않고 있다. 살해 번호는 9이다.
- 쓰지 히로키(한국명: 최경열) (영어 더빙판: 헨리 티시) : ? / 현경수

프로 골퍼.나이는 36세이다. 전미 오픈 대회를 위해 1년 동안 연습 중이며, 헬리콥터 조종 면허를 갖고있고, 개인 헬리콥터를 소유하고 있다. 코고로(유명한)에게 사인을 해준적이 있으며 탐정 사무소에 장식되어 있다. 안약을 상용하고 있다. 살해 목표 번호는 10이다.

## 트럼프 카드와 피해자들과의 관계
범인에게 습격당한 14명의 피해자들의 이름은 모두 트럼프에 나오는 숫자 및 이름과 연관이 있다.
| 카드의 숫자 및 이름        | 이름 (일본어판)                | 연관 (일본어판)                                                      | 이름 (한국어판)        | 연관 (한국어판)                                                    | 이름 (영어판)                      | 연관 (영어판)                                                                       | 남겨진 단서                                    |
| 조커(Joker)                | 무라카미 조 (村上丈)           | 카지노에서 그의 별명은 "조커(joker)"이다.                            | 심창균                 | 카지노에서 그의 별명은 "조커(joker)"이다.                          | J.T. 모로노 (J.T Morono)           | 카지노에서 그의 별명은 "조커(joker)"이다.                                           |                                                |
| 13번째/스페이드의 King     | 메구레 쥬죠 (目暮十三)         | 이름인 쥬죠의 한자(十三)가 13을 뜻한다.                              | 골롬보 (본명은 골한석) | 본명인 한석 중 한은 하나(1)를 뜻하며, 석은 셋(3)을 뜻한다.         | 조셉 메과이어 (Joseph Meguire)     | 그의 이름으로 되어있는 알파벳 수가 13개(J, O, S, E, P, H, M, E, G, U, I, R, E)이다. | 카드 그림속의 왕이 가지고 있는 칼과 칼집       |
| 12번째/스페이드의 Queen    | 키사키 에리 (妃英理)           | 그녀의 성(姓)인 키사키의 한자(妃)가 여왕을 뜻한다.                   | 노애리                 | 법조계의 여왕(妃)으로 불린다.                                      | 에바 카단 (Eva Kadan)              | 에바(Eva)는 다른 언어로 "여왕"을 뜻한다.                                            | 카드 그림속의 여왕이 가지고 있는 꽃            |
| 11번째/스페이드의 Jack     | 아가사 히로시 (阿笠博士)       | 그의 이름 중 士는 십(十)과 일(一)을 합친 것이다.                     | 브라운 박사            | 브라운 박사의 사(士)는 십(十)과 일(一)을 합친 것이다               | 히로시 아가사 (Hiroshi Agasa)      | 그의 발명품에는 11가지 패턴이 있다.                                                 | 그림속의 Jack이 가고 있는 왕권의 상징(Sceptre) |
| 잘못된 10번째              | 오카노 토와코 (岡野十和子)     | 그녀의 이름중에 10을 뜻하는 한자(十)가 있다.                         | 정일영                 | 그녀의 이름 일영이 각각 1과 0을 뜻하고 있다.                       | 태미 다이즈 (Tammy Diez)           | 그녀의 성(姓)인 다이즈(Diez)는 스페인어로 10을 뜻한다.                              | 단서 없음                                      |
| 10번째                     | 쓰지 히로키 (辻弘樹)           | 그의 성(姓)인 쓰지(辻)에 10을 뜻하는 한자(十)가 있다.                | 최경열                 | 그의 이름 경열 중 숫자 10과 음가가 같은 열이 있다                  | 헨리 티시 (Henry Tish)             | 세계 랭킹 10위에 든 골퍼이다.                                                       | 카드에 있는 숫자 10                            |
| 9번째                      | 아사히 가쓰요시 (旭勝義)       | 그의 성(姓)인 아사히(旭)에 9를 뜻하는 한자(九)가 있다.               | 구봉석                 | 그의 성인 구와 숫자 9의 음가가 같다.                               | 크리스 애쉬톤 (Chris Ashton)       | 9동의 중요한 건물을 소유하고 있다.                                                  | 카드에 있는 숫자 9                             |
| 8번째                      | 사와키 고헤이 (沢木公平)       | 그의 이름인 고헤이(公平) 중 公에 8을 뜻하는 한자八가 있다.           | 여덕준                 | 여덕이 여덟을 연상케 한다.                                         | 케빈 심즈 (Kevin Simms)            | 8년 과정 요리 학교에 다녔다.                                                        | 카드에 있는 숫자 8                             |
| 7번째                      | 오사나이 나나 (小山内奈々)     | 그녀의 이름 나나(奈々)는 7을 뜻하는 나나(なな)와 음가가 같다.        | 박칠선                 | 이름인 칠선에 숫자 7과 음가가 같은 칠이 들어가 있다.               | 니나 올리버 (Nina Oliver)          | 7세때부터 모델일을 시작했다.                                                        | 카드에 있는 숫자 7                             |
| 6번째                      | 시시도 에이메이 (宍戸永明)     | 그의 성인 시시도(宍戸) 중 宍에서 6을 뜻하는 한자(六)가 있다.         | 육호민                 | 그의 성(姓)인 육과 숫자 6의 음가가 같다.                           | 에밀리오 캔토어 (Emilio Cantore)   | 6명의 아이들이 있다.                                                                | 카드에 있는 숫자 6                             |
| 5번째                      | 모리 코고로 (毛利小五郎)       | 그의 이름 코고로(小五郎) 중 숫자 5를 뜻하는 한자(五)가 있다.         | 유명한                 | 극중에서 자신이 '오'지랖이 넓어서 5가 아닌가 추측하는 대사가 있다. | 리차드 무어 (Richard Moore)        | 그의 성(姓)인 무어의 알파벳 수가 5개(M, O, O, R, E)이다.                            | 카드에 있는 숫자 5                             |
| 4번째                      | 피터 포드 (Peter Ford)         | 그의 성인 포드(Ford)는 숫자 4를 뜻하는 four를 연상케 한다.           | 피터 포드 (Peter Ford) | 그의 성인 포드(Ford)는 숫자 4를 뜻하는 four를 연상케 한다.         | 피터 포드 (Peter Ford)             | 그의 성인 포드(Ford)는 숫자 4를 뜻하는 four를 연상케 한다.                          | 카드에 있는 숫자 4                             |
| 3번째                      | 시라토리 닌자부로 (白鳥任三郎) | 그의 이름 닌자부로(任三郎)에서 3을 뜻하는 한자(三)가 있다.           | 백동훈                 | 그의 성(姓)인 백(白)에 3을 뜻하는 한자(三)이 들어가 있다.          | 닌자부로 산토스 (Ninzaburo Santos) | 셋째로 태어났으며, 형제들 중 첫째부터 셋째까지 3년 간격으로 태어났다.               | 카드에 있는 숫자 3                             |
| 2번째                      | 니시나 미노루 (仁科稔)         | 그의 성(姓)인 니시나(仁科)중 仁에서 숫자 2를 뜻하는 한자(二)가 있다. | 이성진                 | 그의 성(姓)인 "이"와 숫자 2의 음가가 같다.                         | 메이슨 노포크 (Mason Norfolk)      | 2권의 책을 저술했다.                                                                | 카드에 있는 숫자 2                             |
| 첫 번째/스페이드 에이스(A) | 쿠도 신이치 (工藤新一)         | 그의 이름인 신이치 (新一)에서 숫자 1을 뜻하는 한자(一)가 있다.       | 남도일                 | 그의 이름 도일 중 숫자 1과 음가가 같은 일이 있다.                  | 지미 쿠도 (Jimmy Kudo)             | 제 1의 탐정이다. 또한 1은 다른 뜻도 있다.                                           | 카드에 있는 숫자 A                             |

## 주제가
- ZARD 〈소녀 시절로 되돌아간 것처럼〉

## 특징
- 연속 살인 사건이 일어난다는 점에서 아가사 크리스티 원작 ABC 살인 사건과 맥락을 같이 한다.
- 모리 코고로 (유명한)와 키사키 에리 (노애리)가 별거한 이유가 밝혀진다.
- 여기서 등장하는 인물들과 모리 코고로와 시라토리의 이름에 숫자가 들어간다는 점에서 로컬라이징에 꽤 어려움을 겪었다.
- 이후 다시 극장판 4기인 눈동자 속의 암살자를 통해 모리 부부 (유명한 - 노애리 부부)의 비밀이 밝혀지게 된다.

## 대한민국 정식 개봉
- 2025년 2월 14일 대한민국에서 해당 작품이 최초로 개봉되었다.[3]

## 제작위원회
- 소학관
- 요미우리 테레비
- 소학관 프로덕션
- 유니버설 뮤직
- 톰스 엔터테인먼트